# Rekucie (rejon święciański)
Rekucie (lit. Rėkučiai) – wieś na Litwie, w okręgu wileńskim, w rejonie święciańskim, w gminie Święciany.

## Historia
W czasach zaborów wieś w gminie Zabłociszki, w powiecie święciańskim, w guberni wileńskiej Imperium Rosyjskiego. W 1866 roku miała 98 mieszkańców w 12 domach, należała do dóbr Perweniszki, własność Ertelów . W 1905 roku liczyła 221 mieszkańców, 214 dziesięcin.
W dwudziestoleciu międzywojennym wieś leżała w Polsce, w województwie wileńskim, w powiecie święciańskim, w gminie Kołtyniany.
W 1931 w 34 domach zamieszkiwało 212 osób.
Miejscowość należała do parafii rzymskokatolickiej w Kołtynianach. Podlegała pod Sąd Grodzki w Święcianach i Okręgowy w Wilnie; właściwy urząd pocztowy mieścił się w Kołtynianach.
Od 1945 roku w Litewskiej Socjalistycznej Republice Radzieckiej.
Od 1990 na niepodległej Litwie.